# U-285 (tàu ngầm Đức)
U-285 là một tàu ngầm tấn công  Lớp Type VII thuộc phân lớp Type VIIC được Hải quân Đức Quốc Xã chế tạo trong Chiến tranh Thế giới thứ hai. Nhập biên chế năm 1943, nó đã thực hiện được ba chuyến tuần tra nhưng không đánh chìm được mục tiêu nào. Trong chuyến tuần tra cuối cùng trong Đại Tây Dương, U-285 bị các tàu frigate Hải quân Hoàng gia Anh HMS Grindall và HMS Keats thả mìn sâu đánh chìm về phía Tây Nam Ireland vào ngày 15 tháng 4, 1945.

## Thiết kế và chế tạo

### Thiết kế

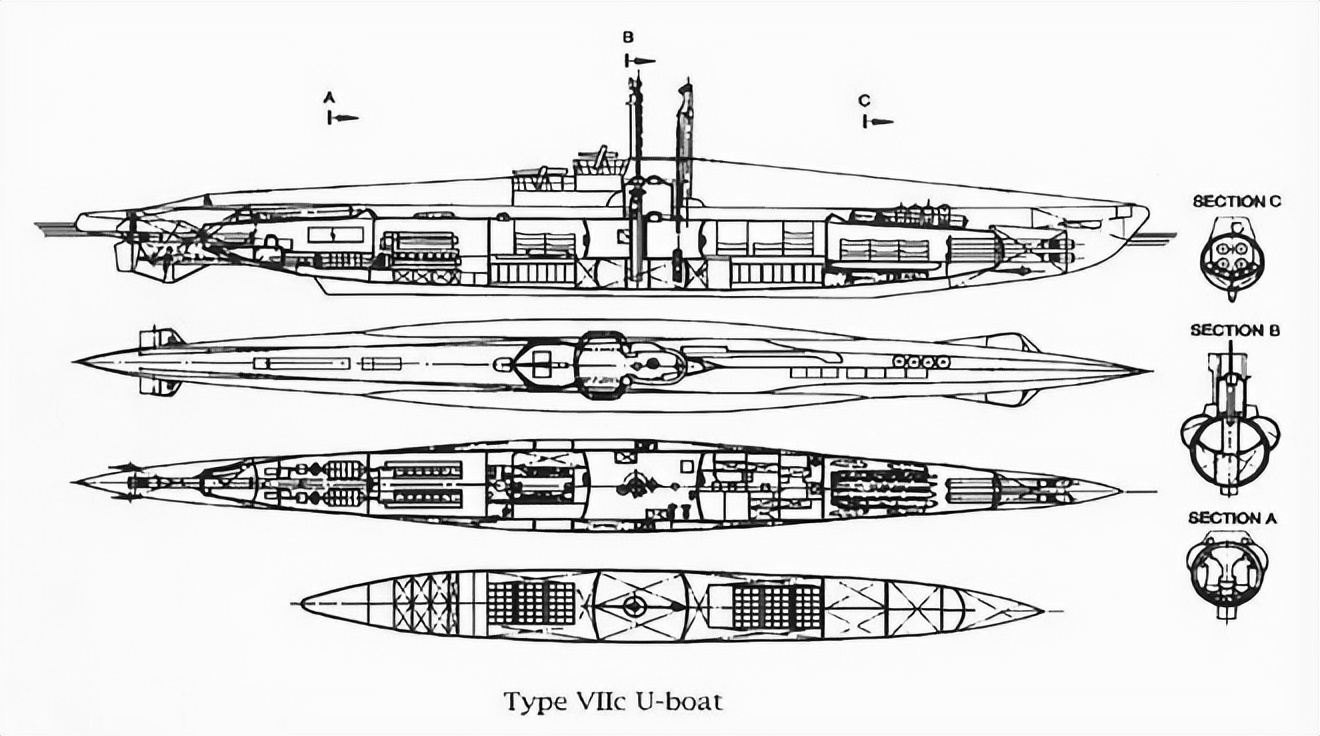
Sơ đồ các mặt cắt một tàu ngầm Type VIIC

Phân lớp VIIC của Tàu ngầm Type VII là một phiên bản VIIB được kéo dài thêm. Chúng có trọng lượng choán nước 769 t (757 tấn Anh) khi nổi và 871 t (857 tấn Anh) khi lặn). Con tàu có chiều dài chung 67,10 m (220 ft 2 in), lớp vỏ trong chịu áp lực dài 50,50 m (165 ft 8 in), mạn tàu rộng 6,20 m (20 ft 4 in), chiều cao 9,60 m (31 ft 6 in) và mớn nước 4,74 m (15 ft 7 in).
Chúng trang bị hai động cơ diesel Germaniawerft F46 siêu tăng áp 6-xy lanh 4 thì, tổng công suất 2.800–3.200 PS (2.100–2.400 kW; 2.800–3.200 bhp), dẫn động hai trục chân vịt đường kính 1,23 m (4,0 ft), cho phép đạt tốc độ tối đa 17,7 kn (32,8 km/h), và tầm hoạt động tối đa 8.500 nmi (15.700 km) khi đi tốc độ đường trường 10 kn (19 km/h). Khi đi ngầm dưới nước, chúng sử dụng hai động cơ/máy phát điện AEG GU 460/8–27 tổng công suất 750 PS (550 kW; 740 shp). Tốc độ tối đa khi lặn là 7,6 kn (14,1 km/h), và tầm hoạt động 80 nmi (150 km) ở tốc độ 4 kn (7,4 km/h). Con tàu có khả năng lặn sâu đến 230 m (750 ft).
Vũ khí trang bị có năm ống phóng ngư lôi 53,3 cm (21 in), bao gồm bốn ống trước mũi và một ống phía đuôi, và mang theo tổng cộng 14 quả ngư lôi, hoặc tối đa 22 quả thủy lôi TMA, hoặc 33 quả TMB. Tàu ngầm Type VIIC bố trí một hải pháo 8,8 cm SK C/35 cùng một pháo phòng không 2 cm (0,79 in) trên boong tàu. Thủy thủ đoàn bao gồm 4 sĩ quan và 40-56 thủy thủ.

### Chế tạo
U-285 được đặt hàng vào ngày 5 tháng 6, 1941, và được đặt lườn tại xưởng tàu của hãng Bremer-Vulkan-Vegesacker Werft ở Bremen vào ngày 7 tháng 7, 1942. Nó được hạ thủy vào ngày 3 tháng 4, 1943, và nhập biên chế cùng Hải quân Đức Quốc Xã vào ngày 15 tháng 5, 1943 dưới quyền chỉ huy của Hạm trưởng, Trung úy Hải quân Otto Walter.

## Lịch sử hoạt động

### 1944
Sau khi hoàn thành việc chạy thử máy và huấn luyện trong thành phần Chi hạm đội U-boat 8, U-285 được điều sang Chi hạm đội U-boat 7 từ ngày 1 tháng 8, 1944 để phục vụ trên tuyến đầu. Vào khoảng thời gian này, chiếc tàu ngầm được nâng cấp trang bị ống hơi để cải thiện khả năng hoạt động ngầm dưới nước. Nó lại được điều sang Chi hạm đội U-boat 11 từ ngày 1 tháng 10.

#### Chuyến tuần tra thứ nhất
Sau khi chuyển căn cứ hoạt động từ Kiel đến Kristiansand, Na Uy vào giữa tháng 8, U-285 khởi hành từ Kristiansand vào ngày 24 tháng 8 cho chuyến tuần tra đầu tiên trong chiến tranh. Nó giới hạn phạm vi hoạt động trong khe GIUK giữa các quần đảo Shetland, Faroe và Scotland trước khi kết thúc chuyến tuần tra và quay về cảng Bergen, Na Uy vào ngày 18 tháng 9.

### 1945

#### Chuyến tuần tra thứ hai
Trong chuyến tuần tra thứ hai diễn ra từ ngày 20 tháng 12, 1944 đến ngày 31 tháng 1, 1945, cùng xuất phát và kết thúc tại cảng Bergen, U-285 băng qua khe GIUK giữa Iceland và quần đảo Faroe để tiến sang phía Tây Ireland và hoạt động trong eo biển St. George's (giữa Ireland và Wales). Trong cả hai chuyến tuần tra này, chiếc tàu ngầm không đánh chìm được mục tiêu nào.

#### Chuyến tuần tra thứ ba
U-285 lại khởi hành từ cảng bergen, Na Uy vào ngày 26 tháng 3 cho chuyến tuần tra thứ ba, cũng là chuyến cuối cùng, để hoạt động chung quanh quần đảo Anh. Tại khu vực về phía Tây Nam Ireland vào ngày 15 tháng 4, 1945, U-285 bị các tàu frigate Hải quân Hoàng gia Anh HMS Grindall và HMS Keats thả mìn sâu đánh chìm tại tọa độ 50°13′B 12°48′T / 50,217°B 12,8°T. Toàn bộ 44 thành viên thủy thủ đoàn của U-285 đều tử trận.